# Peristèdids
Els peristèdids (Peristediidae) són una família de peixos teleostis de l'ordre dels escorpeniformes.
Es troba a les aigües fondes de les àrees temperades i tropicals dels oceans Atlàntic, Índic i Pacífic.
Viuen als fons fangosos i rocallosos.
De mida mitjana, tenen el cap gros, ossificat i espinós, el cos allargat i cobert de plaques ossificades que els donen l'aspecte de peixos cuirassats, apèndixs davall la boca semblants a barbelleres, l'aleta anal sense espines, les aletes pèlviques àmpliament separades; i dues aletes dorsals molt juntes.
Poden caminar tot emprant els radis lliures inferiors de les aletes pectorals.

## Gèneres i espècies
- Gargariscus (Smith, 1917)[7]
  - Gargariscus prionocephalus (Duméril, 1869)[8]
- Heminodus (Smith, 1917)[7]
  - Heminodus japonicus (Kamohara, 1952)[9]
  - Heminodus philippinus (Smith, 1917)[10]
- Paraheminodus (Kamohara, 1957)[11]
  - Paraheminodus kamoharai (Kawai, Imamura & Nakaya, 2004)[12]
  - Paraheminodus longirostralis (Kawai, Nakaya & Séret, 2008)[13]
  - Paraheminodus murrayi (Günther, 1880)[14]
- Peristedion (Lacépède, 1801)[15]
- Satyrichthys (Kaup, 1873)[16][17][18][19][20][21]

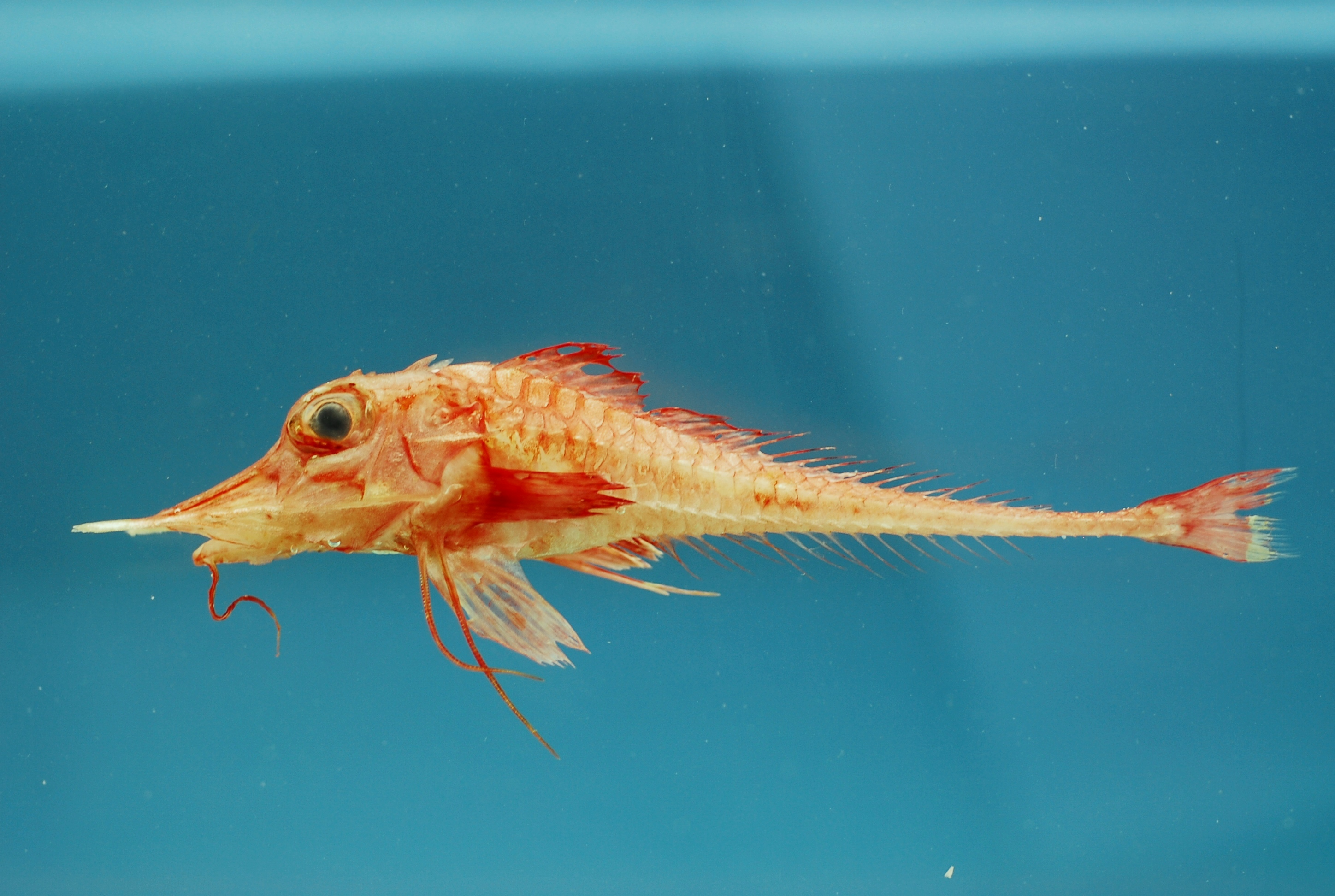
Peristedion greyae
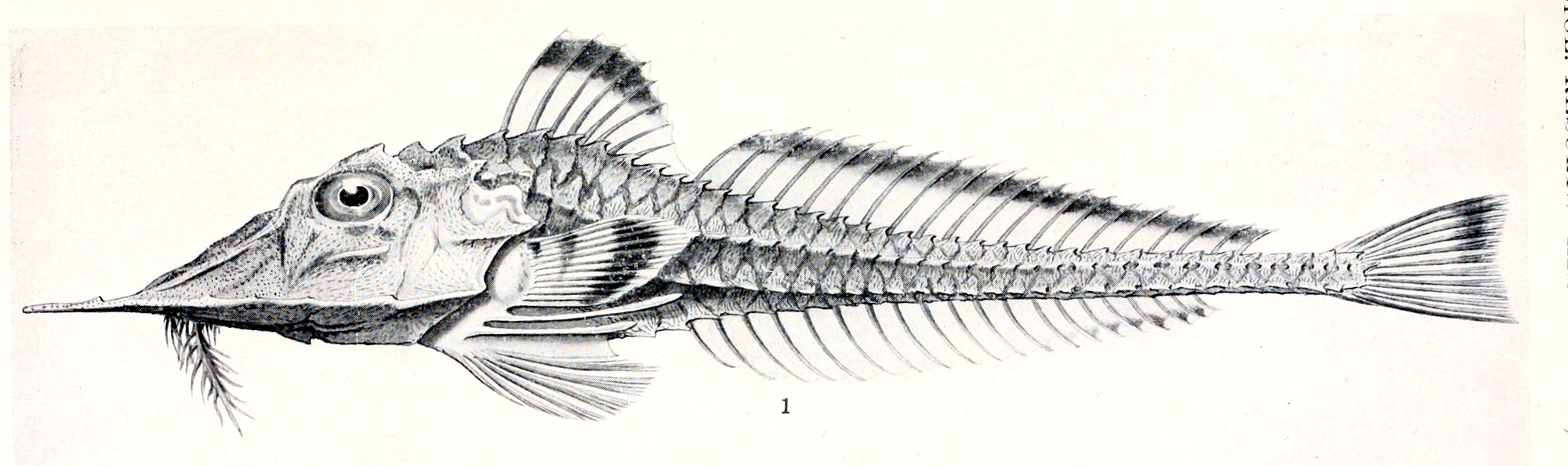
Peristedion picturatum
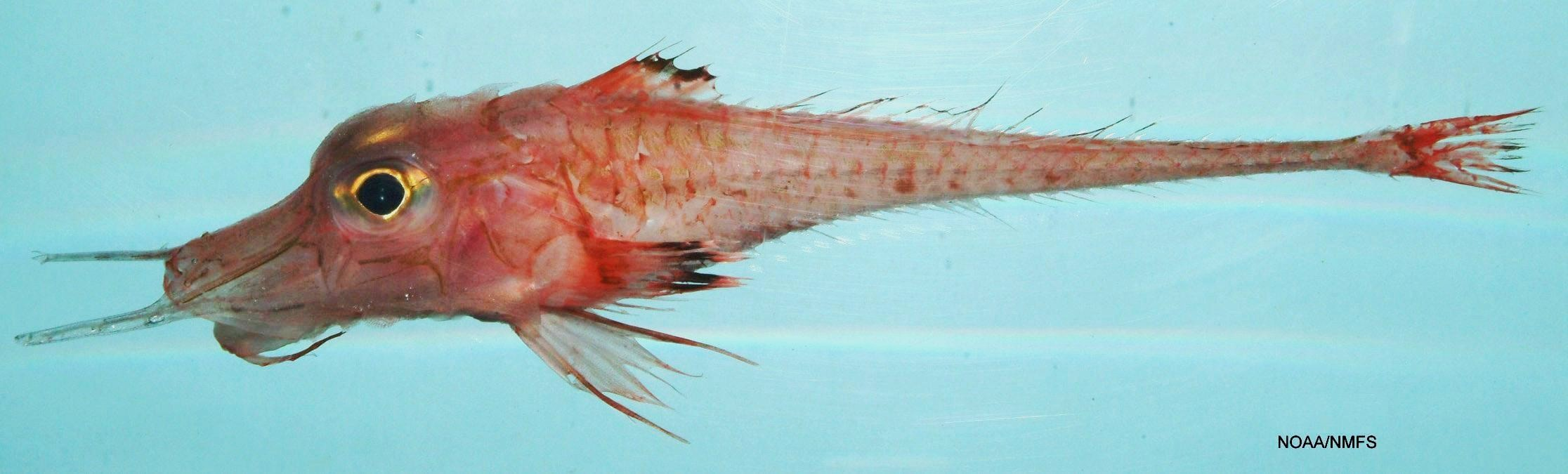
Peristedion miniatum
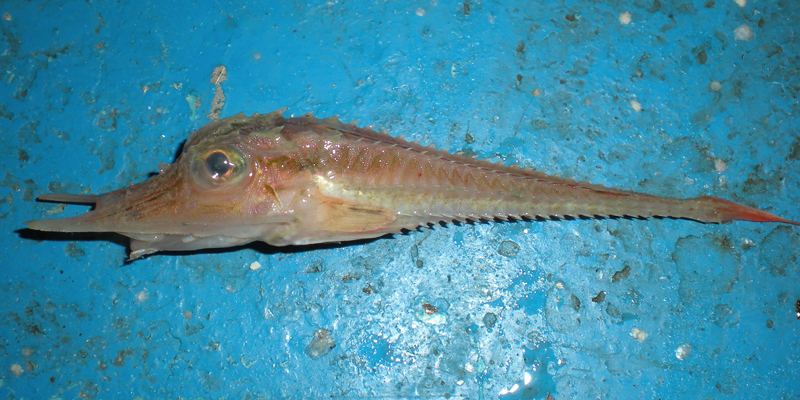
Malarmat (Peristedion cataphractum)
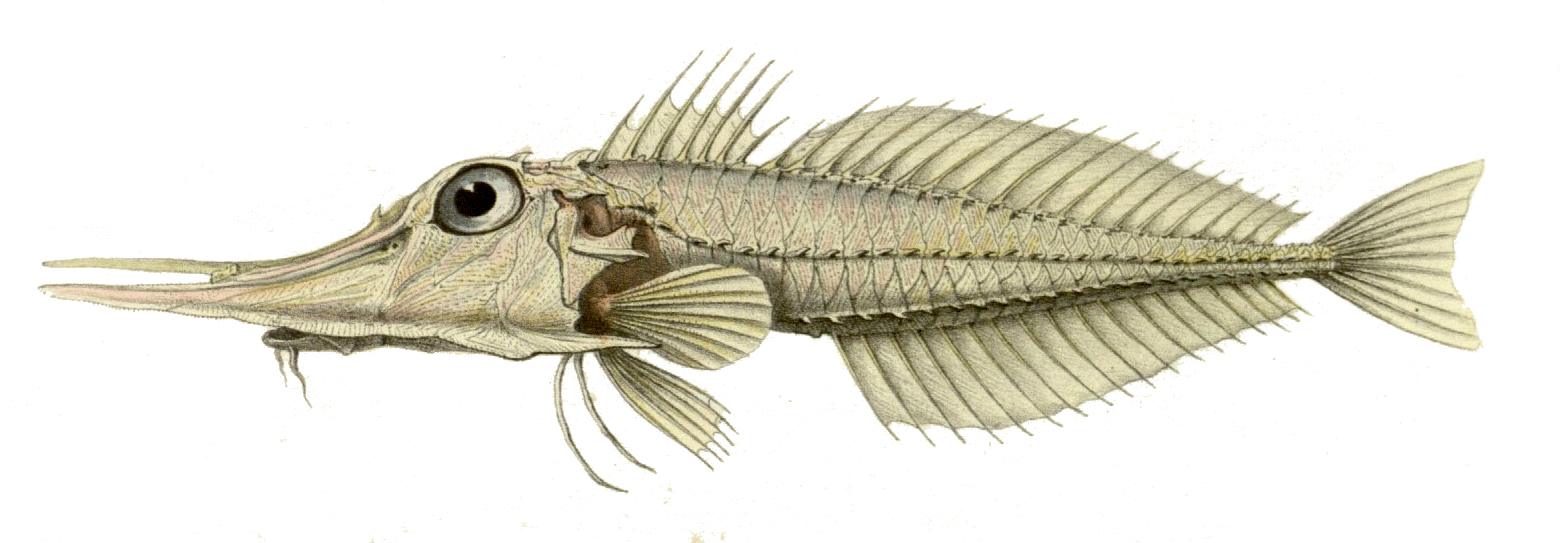
Satyrichthys rieffeli
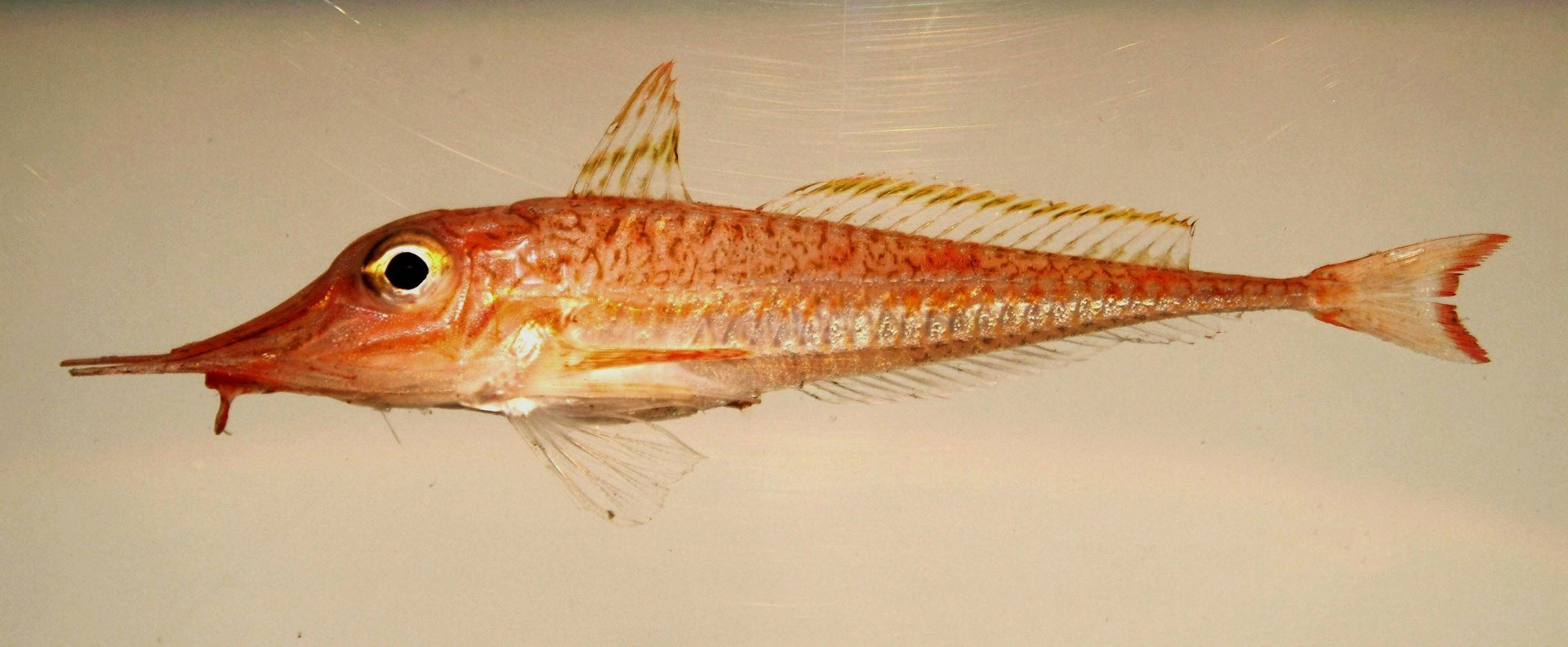
Peristedion gracile